# عباس أباد (سردشت)
عباس أباد هي قرية في مقاطعة سردشت، إيران. عدد سكان هذه القرية هو 327 في سنة 2006.